# Kurahatti, Pandavapura
Kurahatti là một làng thuộc tehsil Pandavapura, huyện Mandya, bang Karnataka, Ấn Độ.